# Горленко, Александр Михайлович
Алекса́ндр Миха́йлович Горле́нко (21 ноября 1944, Красноярск, РСФСР — 5 мая 2024, Москва) — советский и российский режиссёр мультипликации, художник-мультипликатор, педагог. Заслуженный работник культуры Российской Федерации (2010).

## Биография
Родился 21 ноября 1944 года в Красноярске.
В 1962 году окончил МCХШ при Институте им. Сурикова. Художник на студии Союзмультфильм (1969—1970). В 1972 году окончил Высшие режиссёрские курсы во ВГИКе.
С 1972 по 1980 год был художником-мультипликатором, а с 1980 стал режиссёром.
Дебютировал в качестве режиссёра в детском киноальманахе «Веселая карусель», где снял два сюжета — «Про черепаху» и «Что случилось с крокодилом?». Следующий его фильм «Увеличительное стекло» стал любимым фильмом московских хиппи, которые набивали малый зал кинотеатра «Россия» на программу мультфильмов, в которой значилась и картина Горленко.
С середины 1990-х годов, Александр Горленко занимался педагогикой. Вместе с женой, художником Надеждой Михайловой, преподавал азы анимации школьникам-воспитанникам Московского кинолицея. Многие из его учеников поступили во ВГИК, где Александр Михайлович руководит кафедрой компьютерной графики и анимации. Некоторые из них стали режиссёрами эпизодов в полнометражном мультфильме «Новые бременские», который Александр Горленко выпустил в 2000 году, как продолжение мультфильма Инессы Ковалевской.
С 1995 года — руководитель мастерской художников анимации и компьютерной графики ВГИКа.
Был руководителем факультета Российского Кинолицея (1995—1999).
Скончался 5 мая 2024 года в Москве. Урна с прахом захоронена в колумбарии на Ваганьковском кладбище города Москвы.

## Награды
- Заслуженный работник культуры Российской Федерации (12 октября 2010 года) — за заслуги в области культуры и многолетнюю плодотворную работу[4][5].

Мультфильмы Александра Горленко награждались на фестивалях:
- «Весёлая карусель № 11», за сюжет «Про черепаху» — Приз детского жюри ВКФ в Минске, 1981.
- «Весёлая карусель № 12» за сюжет «Что случилось с крокодилом?» — Гран-при «Золотой Кукер» Всемирного Анимационного фестиваля в Варне (1983); приз СИФЕЖ за лучший фильм для детей и подростков «Чаплиновский малыш», Варна, (1983).
- «Увеличительное стекло» — Диплом к/ф анимации Ленинград-82.
- «Про шмелей и королей» — Диплом кинофестиваля стран Востока в Ашхабаде (1984).
- «Старая лестница» — Диплом и приз фестиваля анимации в Штутгарде, (1992).
- «Соло для Луны и волка» — Диплом Берлинского кинофестиваля детских фильмов («1993»); диплом на кинофестивале детских фильмов в Чикаго (1993).
- «Мыльные пузыри кота тётушки Фло» — Приз на МКФ «Крок» 1993.[7]
- «Новые бременские» — Приз за III место на Всероссийском фестивале визуальных искусств в «Орленке» (2000).

## Фильмография

### Режиссёр-постановщик
- 2000 «Новые бременские»

### Режиссёр
- 1980 «Весёлая карусель № 11. Про черепаху»
- 1982 «Весёлая карусель № 12. Что случилось с крокодилом?»
- 1983 «Увеличительное стекло»
- 1984 «Про шмелей и королей»
- 1985 «Старая лестница»
- 1988 «Потерялась птица в небе»
- 1990 «Надводная часть айсберга»
- 1990 «Весёлая карусель № 22. Соло для Луны и волка»
- 1991 «Подводные береты»
- 1991 «Чемодан»
- 1993 «Мыльные пузыри кота тётушки Фло»
- 2004 «Одна ночь из тысячи»
- 2007 «Маленький Мук и пираты Каспийского моря»

### Сценарист
- 1985 «Старая лестница»
- 1993 «Мыльные пузыри кота тётушки Фло»
- 2004 «Одна ночь из тысячи»
- 2007 «Маленький Мук и пираты Каспийского моря»
- 2010 «Чем люди живы»

### Художественный руководитель
- 2001 «The Neon Life» (Неоновая жизнь)

### Продюсер
- 1999—2000 «Приключения в Изумрудном городе»

### Художник-постановщик
- 1978 «Счастливый конец» (киножурнал «Фитиль» № 190)
- 1980 «Весёлая карусель № 11. Про черепаху»

### Художник-мультипликатор
- 1973 «В мире басен»
- 1973 «Юморески (выпуск 1)»
- 1973 «Сказка о попе и работнике его Балде»
- 1975 «В порту»
- 1975 «Маяковский смеётся»
- 1975 «Необычный друг»
- 1975 «Поезд памяти»
- 1976 «Дом, который построил Джек»
- 1976 «Икар и мудрецы»
- 1976 «Просто так»
- 1977 «Не любо — не слушай»
- 1977 «Я к вам лечу воспоминанием…»
- 1978 «Чудеса в решете»
- 1978 «Весёлая карусель № 10. Бабочка и тигр»
- 1978 «Легенды перуанских индейцев»
- 1978—1980 «На задней парте (выпуск 1 и 2)»
- 1978 «Последняя невеста Змея Горыныча»
- 1978 «Кто побудет с детьми?»
- 1979 «Недодел и передел»
- 1979 «Огневушка-поскакушка»
- 1979 «Премудрый пескарь»
- 1979 «Салют, Олимпиада!»
- 1980 «Весёлая карусель № 11. Про черепаху»
- 1980 «Девочка и медведь»
- 1981 «Однажды утром»
- 1981 «Халиф-аист»
- 1982 «Весёлая карусель № 12. Что случилось с крокодилом?»
- 1982 «Лиса Патрикеевна»
- 1983 «Обезьянки. Гирлянда из малышей»
- 1984 «Возвращение блудного попугая (первый выпуск)»
- 1984 «Обезьянки. Осторожно, обезьянки!»
- 1984 «Про шмелей и королей»
- 1984 «Разрешите погулять с вашей собакой»
- 1985 «Старая лестница»
- 1985 «Обезьянки и грабители»
- 1986 «Я жду тебя, кит!»
- 1987 «С 9:00 до 18:00»
- 1987 «Любимое моё время»
- 1988 «Кошка, которая гуляла сама по себе»
- 1988 «Медвежуть»
- 1990 «Весёлая карусель № 22. Соло для Луны и волка»
- 1990 «Школа изящных искусств. Возвращение»